# Musica ficta
Musica ficta (dal latino, musica "falsa", "finta" o "fittizia") era un termine usato nella teoria musicale europea dalla fine del XII secolo fino al 1600 circa per descrivere le altezze, annotate o aggiunte al momento dell'esecuzione, che esulano dal sistema della musica recta o musica vera (musica "corretta" o "vera") come definito dal sistema esacordo di Guido d'Arezzo.

## Uso moderno
Oggi il termine viene spesso applicato in modo approssimativo a tutte le inflessioni non notate (che siano in realtà note recta o ficta) che devono essere dedotte dal contesto musicale e aggiunte o da un editore o dagli stessi esecutori. Tuttavia, alcune parole usate nei libri di riferimento moderni per rappresentare la musica ficta, come "inflessione", "alterazione" e "accidentali aggiunti" si trovano al di fuori del modo in cui molti teorici medievali e rinascimentali hanno descritto il termine.

## Senso storico e relazione con gli esacordi
Durante tutto il periodo che incorporò la musica ficta, i cantanti leggevano a prima vista le melodie attraverso una serie di esacordi interconnessi che costituivano la spina dorsale del sistema di solmisazione, un metodo che alla fine divenne il moderno sistema di solfa tonica. Per cantare note al di fuori delle altezze recta della gamma (l'intervallo generalmente disponibile per compositori ed esecutori, cioè dal sol nella parte inferiore della moderna chiave di basso al Mi nella parte superiore della chiave di violino), gli esecutori dovevano invocare "fittizio" esacordi per cantare note come Fa♯ o Mi♭. Gli esacordi normalmente erano formati solo su do, fa e sol, e il modello di intervallo all'interno di ciascuno di questi esacordi era sempre tono-tono-semitono-tono-tono, che veniva cantato come ut re mi fa sol la. Quindi, se i cantanti avevano bisogno di cantare l'altezza Fa♯, dovevano pensare al semitono tra Fa♯ e Sol come le sillabe di solmisazione mi e fa, poiché mi-fa rappresentava sempre il semitono all'interno di un esacordo. Quando facevano ciò, invocavano un esacordo nominale che iniziava dalla nota re, e questo esacordo era considerato fittizio perché conteneva un Fa♯ falso o fittizio (cioè un'altezza che non apparteneva alle note recta della gamma). Inoltre, poiché l'esacordo costruito su fa conteneva naturalmente un si♭, la musica basata su una scala che coinvolgeva l'esacordo morbido o fa aveva l'altezza si♭ come parte delle note recta della scala.
Tuttavia, nel XVI secolo, i segni usati per rappresentare queste note fittizie (i segni per si mollis [♭] e si durum [♯]) acquisirono il loro significato moderno di alzare o abbassare le note di un mezzo tono. Adrian Le Roy scrisse che "il si duro tiene alta la melodia di mezza nota più alta, e il si bemolle, al contrario la lascia cadere di mezza nota più bassa". Ma già nel 1524, anche i teorici avevano questa comprensione di questi segni. Inoltre, vicino all'inizio del XVII secolo, Michael Praetorius impiegò le parole signa chromamatica (segni cromatici) per riferirsi a diesis e bemolle. Quindi, i musicisti del tardo Medioevo e del Rinascimento non condividevano tutti un'interpretazione uniforme di questo concetto.

## Applicazioni pratiche
I segni si mollis [♭] e si durum [♯] non erano annotati con regolarità nelle fonti vocali del tardo medioevo e del rinascimento, e sebbene i principi che i cantanti usavano per fornire le informazioni mancanti fossero discussi nei trattati teorici, le spiegazioni sono troppo sommarie per consentire ai musicisti moderni di ricostruire le vecchie pratiche con un certo grado di accuratezza. Le intavolature, tuttavia, poiché trasformano pratiche di solmisazione implicita in altezze esplicite, forniscono una visione precisa di come i musicisti, o almeno quelli del XVI secolo, aggiungessero diesis e bemolle alle fonti vocali (le prime intavolature furono pubblicate all'inizio del XVI secolo).
Pratiche comuni:
- Molti musicisti dei tempi antichi trovavano offensiva la dissonanza lineare (melodica) e verticale (armonica) causata dagli scontri tra mi e fa (specialmente quando coinvolgeva tritoni e ottave), e rimuovevano regolarmente la dissonanza. Eccezioni a questa pratica erano comuni, tuttavia, particolarmente alle cadenze[13][14]; alcuni musicisti trovavano a volte accettabili anche le ottave dissonanti[15][16].

- Nonostante il divieto teorico di quelle che Gioseffo Zarlino chiamava occasioni in cui "le parti di una composizione non hanno un rapporto armonico tra le loro voci"[17][18] ("le parti della cantilena non habbiano tra loro relationse harmony") dimostrano che i musicisti a volte hanno rimosso e altre volte hanno mantenuto questi scontri[19][20].

- Nelle cadenze e negli altri luoghi dove due parti vocali procedono all'ottava o all'unisono, i cantanti si avvicinavano normalmente all'intervallo perfetto dal più vicino intervallo imperfetto; quando l'intervallo imperfetto più vicino non si presentava naturalmente nella musica, i cantanti lo creavano o aggiungendo un diesis alla voce che saliva di un passo intero o aggiungendo un bemolle alla voce che scendeva di un passo intero[21][22].

Queste pratiche erano comuni in tutta Europa, ma in Germania i musicisti seguivano un insieme distintivo di pratiche per la propria musica volgare, in particolare alle cadenze, dove evitavano regolarmente di avvicinarsi agli intervalli perfetti dagli intervalli imperfetti più vicini.

## Edizioni moderne
Oggi gli editori di solito mostrano i loro consigli per la ficta nella musica medievale e rinascimentale mettendo un segno accidentale sopra la nota in questione. Ciò indica che queste alterazioni non facevano parte della fonte originale. Gli editori posizionano sul pentagramma qualsiasi segno trovato in un documento d'epoca direttamente prima della nota a cui si applica il segno, come farebbero con un'alterazione inserita dal compositore di un'opera moderna, e in effetti come appare nel documento originale.

### Ulteriori letture
- Allaire, Gaston G. 1972. The Theory of Hexachords, Solmization and the Modal System: A Practical Approach. Musicological Studies and Documents 24. [N.p.]: American Institute of Musicology.
- Arlettaz, Vincent. 2000. "Musica ficta, une histoire des sensibles du XIIIe au XVIe siècle". Liège: Mardaga. ISBN 978-2-87009-727-4. English summary.
- Bent, Margaret. 1972. "Musica Recta and Musica Ficta". Musica Disciplina 26:73–100.
- Bent, Margaret. 2002a. "Diatonic Ficta Revisited: Josquin's Ave Maria in Context". In Margaret Bent, Counterpoint, Composition, and Musica Ficta, 199–217. Criticism and Analysis of Early Music 4. New York and London: Routledge. ISBN 978-0-8153-3497-2.
- Bent, Margaret. 2002b. "Renaissance Counterpoint and Musica Ficta". In Margaret Bent, Counterpoint, Composition, and Musica Ficta, 105–114. Criticism and Analysis of Early Music 4. New York and London: Routledge. ISBN 978-0-8153-3497-2.
- Coussemaker, Charles Edmond Henri de (ed.). 1864–76. Scriptorum de musica medii aevi nova seriem a Gerbertina alteram. 4 vols. Paris: A. Durand. Reprinted, Milan: Bollettino bibliografico musicale, 1931.
- Durán, Domingo Marcos. 1492. Lux Bella. Seville: Quatro Alemanes Compañeros.
- Falconer, Keith. 1996. "Consonance, Mode, and Theories of Musica Ficta". In Modality in the Music of the Fourteenth and Fifteenth Centuries/ Modalität in der Musik des 14. und 15. Jahrhunderts, edited by Ursula Günther, Ludwig Finscher, and Jeffrey J. Dean, 11–29. Musicological Studies and Documents 49. Neuhausen-Stuttgart: Hänssler Verlag. ISBN 978-3-7751-2423-2.
- Henderson, Robert V. 1969. "Solmization Syllables in Musical Theory, 1100 to 1600." PhD dissertation, Columbia University.
- Herlinger, Jan W. 2005. "Nicolaus de Capua, Antonio Zacara da Teramo, and Musica Ficta". In Antonio Zacara da Teramo e il suo tempo, edited by Francesco Zimei, 67–90. Lucca: Libreria Musicale Italiana (LIM). ISBN 978-88-7096-398-4.
- Hoppin, Richard H. 1978. Medieval Music. New York: W. W. Norton. ISBN 978-0-393-09090-1.
- Johannes de Garlandia. 1972. De mensurabili musica, critical edition with commentary and interpretation by Erich Reimer. 2 vols. Suppleùent to the Archiv für Musikwissenschaft 10 & 11. Wiesbaden: F. Steiner.
- Lockwood, Lewis, Robert Donington, and Stanley Boorman. 1980. "Musica Ficta". The New Grove Dictionary of Music and Musicians, edited by Stanley Sadie. 20 vols., 12:802–811. London: Macmillan Publishers Ltd. ISBN 978-1-56159-174-9.
- Randel, Don (ed.). 1986. The New Harvard Dictionary of Music. Cambridge, Massachusetts: Harvard University Press, 1986. ISBN 978-0-674-61525-0.
- Tinctoris, Johannes. 1961. The Art of Counterpoint (Liber de arte contrapuncti), translated by Albert Seay. Musicological Studies and Documents, 5. [N.p.]: American Institute of Musicology.
- Toft, Robert. 1983. "Pitch Content and Modal Procedure in Josquin's Absalon, fili mi." Tijdschrift van de Vereniging voor Nederlandse Muziekgeschiedenis 33:3-27.
- Toft, Robert. 1988. "Traditions of Pitch Content in the Sources of Two Sixteenth-Century Motets." Music & Letters 69:334-344.
- Toft, Robert. 2000. "Musica ficta". In Reader's Guide to Music: History, Theory, and Criticism, edited by Murray Steib, 476-477. Chicago: Fitzroy Dearborn ISBN 978-1579581435.